# الکسی دنیسنکو
الکسی دنیسنکو (انگلیسی: Aleksey Denisenko؛ زادهٔ ۳۰ اوت ۱۹۹۳) یک تکواندوکار اهل روسیه است.
از افتخارات وی می‌توان به کسب مدال برنز وزن ۵۸ کیلوگرم در بازی‌های المپیک تابستانی ۲۰۱۲ اشاره کرد.